# ダヴィドシュラーク (小惑星)
ダヴィドシュラーク (9097 Davidschlag) は小惑星帯に位置する小惑星。オーストリアのリンツに近いダヴィドシュラークにある、アマチュア天文家のエーリッヒ・マイヤーとエルヴィン・オーベルメイヤーが運営する天文台で発見された。
天文台のある地名から命名された。